# 杉並静香
杉並 静香(すぎなみ しずか、1972年6月16日 - )は、日本のAV女優。
ゼロサムプロダクション所属に所属した。
趣味:サイクリング。

## 略歴
- 2007年に『近親相姦 恥じらひの新人母』でAVデビュー。

## フィルモグラフィー
- 近親相姦 恥じらひの新人母（タカラ映像）
- 豊満おっぱい美熟女20人8時間
- 近親相姦ベスト10人 十人十色の背徳艶戯
- 近親相姦 中出し 息子の体を癒す母、自分の体を慰める母。
- お母さんの性教育 【総集編】 参
- 厳選奥さまシリーズ 美巨乳Fカップのおばさん 杉並静香
- 美熟女24人4時間ボックス
- 夫婦によくある「性の悩み」
- 息子に揉まれた母達 溺愛保存版 2 300円～
- となりの奥さん 杉並静香
- 夫に言えない午後3時 昼下りの発情妻
- 熟れ濡れ奥さまはスゴ淫です
- じみおんな 杉並静香 300円～ プレイガール
- 近親相姦ベスト10人 背徳の愛に溺れた10人の美母達
- 病院のHな体験談（3）
- 息子に揉まれ頃な母 杉並静香
- 近親相姦遊戯 叔母と僕 其の壱
- 母子熱愛 杉並静香 300円～ 熟女
- TAKARA ULTIMATE BOX
- 息子に揉まれた母達 溺愛保存版
- お母さんの性教育 （小林興業）
- 近親相姦 恥じらひの新人母 杉並静香